# Хорош Ігор Ярославович

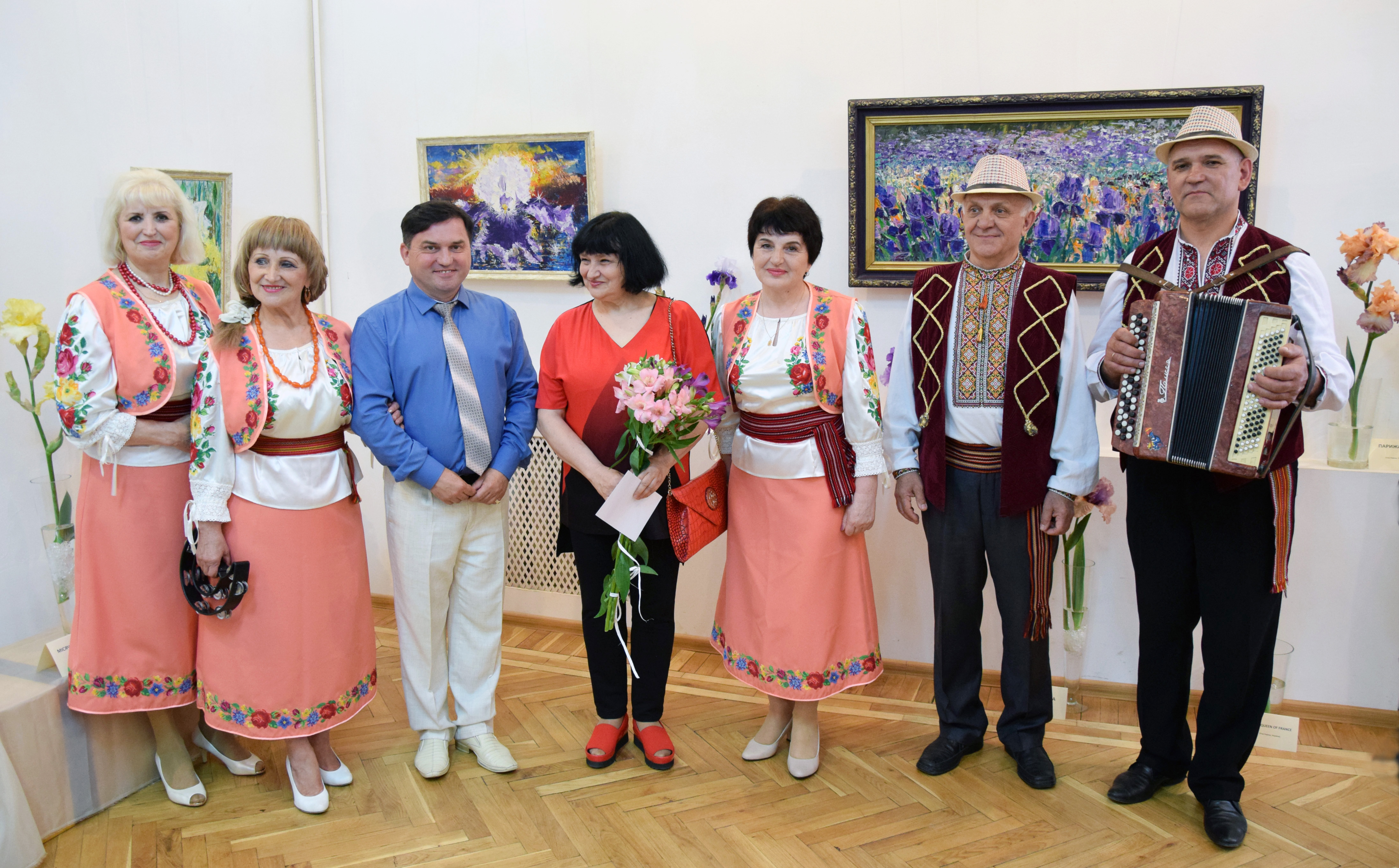
Український селекціонер Ігор Хорош з тернопільською художницею Наталією Басараб та учасниками гурту «Пшеничне перевесло».

Ігор Ярославович Хорош (нар. 19 березня 1967, Чернихів, Тернопільська область) — український підприємець, флорист, селекціонер, квітникар. Голова суддівської колегії Української спілки ірису. Член українського, американського, італійського, середньоєвропейського, почесний член французького товариств ірисів. Лавреат міжнародних та всеукраїнських конкурсів ірисів.

## Життєпис
Ігор Хорош народився 19 березня 1967 року в селі Чернихові, нині Тернопільської громади Тернопільського району Тернопільської області України.
Закінчив Чортківське медичне училище, Тернопільський медичний інститут. Працював фельдшером та лікарем Тернопільського центру екстреної швидкої медичної допомоги та медицини катастроф.

## Селекціонерство
Від 1989 року працює над новими сортами півників (понад 120), гладіолусів (понад 15), бузку (один із них названий на честь Любові Ізотової), деревоподібної півонії. Засновник і власник приватного підприємства «Ігор» (1992).
Більшість сортів півників названі на честь відомих українських митців: Назарія Яремчука, Ліни Костенко, Володимира Івасюка, Оксани Білозір, Івана Марчука, Остапа Вишню, Василя Сліпака, Ніни Мірошніченко, Наталії Басараб. Серед іноземних зірок — Анна Герман та Барбара Брильська. Присвятив сорти для матері — «Мирослава», «Мирослава Хорош», а також батька — «Ярослав Хорош».  Усі зареєстровані в Американському ірисовому товаристві.
Від 1999 — учасник персональної вистави «Ірида» (м. Тернопіль). Його квіти можна зустріти в Національному ботанічному саду імені М. М. Гришка НАН України,  Ботанічному саду Львівського університету, ландшафтному парку «Замок Радомисль», в ірисовій долині Тернополя та приватних колекціях Ліни Костенко, Софії Ротару, Барбари Брильської.

## Нагороди
- топ-10 кращих сортів світу на міжнародному конкурсі ірисів у Флоренції — за сорт «Дельфін і русалка»[2];
- медаль Ніни Мірошніченко (2016) — за сорт «Дельфін і русалка»[2].